# McKinsey-Portfolio
Das McKinsey-Portfolio (auch Marktattraktivitäts-Wettbewerbsstärken-Portfolio oder Neun-Felder-Portfolio) ist ein Portfolio für das strategische Management von Unternehmen und wurde von der Unternehmensberatung McKinsey in Zusammenarbeit mit General Electric entwickelt.
Da es für die Auslegung der McKinsey-Matrix eine Vielzahl von Betrachtungen gibt, liegt der besondere Vorteil dieses Modells in seiner Variabilität und Vielseitigkeit. Im Grunde handelt es sich um eine Weiterentwicklung der BCG-Matrix. Im Gegensatz zu dieser berücksichtigt das McKinsey-Portfolio sowohl quantitative als auch qualitative Faktoren. Außerdem können in diesem Portfolio mehr als nur zwei Erfolgsfaktoren betrachtet werden.

## Aufbau des Portfolios

Das McKinsey-Portfolio

Das McKinsey-Portfolio besteht aus neun Feldern, womit präzisere Aussagen getroffen werden können als bei der klassischen Vier-Felder-Matrix (s. BCG-Matrix).
Die Dimensionen werden von der Marktattraktivität  (Ordinate, das Unternehmensumfeld) und dem relativen Wettbewerbsvorteil (Abszisse, das Unternehmen) gebildet. Sie können jedoch auch anders benannt werden.
Die Marktattraktivität kann mit Hilfe der folgenden Hauptkriterien dargestellt werden:
- Marktwachstum und Marktgröße
- Marktqualität (Rentabilität, Anzahl und Stärke der Wettbewerber)
- Versorgung mit Energie und Rohstoffen
- Umweltsituation (Konjunktur, Gesetzgebung, Öffentlichkeit)
- Markteintrittsbarrieren

Um den relativen Wettbewerbsvorteil mit Bezug auf den stärksten Wettbewerber zu bestimmen, betrachtet man z. B. folgende Hauptkriterien:
- Relative Marktposition / Marktanteil / relative Finanzkraft
- Relatives Produktionspotenzial
- Relatives F&E-Potenzial
- Relative Qualifikation der Führungskräfte und Mitarbeiter
- Finanzielle Situation.

Zur Aufteilung des Portfolios müssen Trennlinien gefunden werden. Sie sind bei {\displaystyle {\tfrac {1}{3}}} sowie {\displaystyle {\tfrac {2}{3}}} zu setzen.

## Normstrategien
Die Produkte oder Bereiche eines Unternehmens werden nun anhand ihrer Koordinaten einem der neun Felder zugeordnet. Jedes Feld verkörpert dabei eine so genannte Normstrategie. Sie soll eine Empfehlung zum weiteren Vorgehen geben.
Die Matrix ist in neun Gebiete unterteilt:
- Expandieren (Zone der Mittelbindung, hier grün): Hierbei werden die strategischen Geschäftsbereiche durch eine mittlere bis hohe Marktattraktivität und durch mittlere bis hohe Wettbewerbsvorteile bestimmt. Eine Investitions- und Wachstumsstrategie wird empfohlen.
- Für Geschäftsfelder im mittleren Bereich der Matrix muss abgewogen und ausgewählt werden (hier dunkelblau). Hierbei wird in drei verschiedene selektive Strategien unterteilt: Offensivstrategien, Defensivstrategien und Übergangsstrategien. Für welche Strategie man sich entscheidet, hängt davon ab, ob eine Positionsverbesserung der verschiedenen strategischen Geschäftseinheiten realisiert werden kann oder nicht.
- Abschöpfen (Zone der Mittelfreisetzung, hier grau-blau): Dies sind strategische Geschäftsfelder mit niedriger bzw. mittlerer Marktattraktivität und kleinen bis mittleren Wettbewerbsvorteilen. Strategieempfehlung: Abschöpfung und Desinvestition.

Neben den Normstrategien für einzelne strategische Geschäftseinheiten (SBU's) muss auch das komplette Portfolio des Unternehmens betrachtet werden. Damit ist insbesondere gemeint, dass der hohe Kapitalbedarf von SBU's mit der Normstrategie "Expandieren" durch SBU's im Bereich "Abschöpfen" finanziert werden kann. Sollte dies nicht möglich sein, ist die Unternehmung auf externes Kapital angewiesen und könnte durch ein Scheitern einer SBU schnell in finanzielle Schwierigkeiten geraten.

## Kritik
Zum einen kann die Aggregation der verschiedenen Indikatoren, und zum anderen die einseitige Betrachtung der Erfüllungsgrade mit schwer einschätzbaren Relativbezügen und daraus schlecht abzuleitenden Zielformulierungen als kritisch angesehen werden. Des Weiteren kritisch anzusehen ist die subjektive Auswahl und Bewertung der qualitativen Faktoren und das Vorhandensein einer mittleren Merkmalsausprägung, die bei einem Scoringverfahren nicht sinnvoll ist.
Zudem gibt es auch keine homogenen und zueinander heterogenen strategischen Geschäftseinheiten.  Außerdem werden evtl. neue Wettbewerber und die ständige technologische Entwicklung nicht berücksichtigt.